# Алеш Стезка
Алеш Стезка (чеськ. Aleš Stezka; 6 січня 1997, м. Ліберець, Чехія ) — чеський хокеїст, воротар. Виступає за «Білі Тигржі» (Ліберець) у Чеській Екстралізі.
Вихованець хокейної школи «Білі Тигржі» (Ліберець). Виступав за «Білі Тигржі» (Ліберець), ХК «Бенатки-над-Їзероу».
У складі юніорської збірної Чехії учасник чемпіонату світу 2015.